# Hyalinacris
Hyalinacris is een geslacht van rechtvleugeligen uit de familie veldsprinkhanen (Acrididae). De wetenschappelijke naam van dit geslacht is voor het eerst geldig gepubliceerd in 1998 door Amédégnato & Poulain.

## Soorten
Het geslacht Hyalinacris omvat de volgende soorten:
- Hyalinacris diaphana Amédégnato & Poulain, 1998
- Hyalinacris merembergensis Varón, 2001
- Hyalinacris otonga Amédégnato & Poulain, 1998